# Prix André-Leroux
Pour les articles homonymes, voir André Leroux et Leroux.
Le Prix André-Leroux est une distinction québécoise de cinéma. Il a été créé en 1986. Ce prix est remis par l'AQCC pour le meilleur moyen métrage de l'année.

## Lauréats
- 1986 : Sonia de Paule Baillargeon
- 1987 : Oscar Thiffault de Serge Giguère
- 1988 : Dancing around the Table, part two de Maurice Bulbulian
- 1989 : Qui va chercher Gisèle à 3 h 45? de Sylvie Groulx
- 1990 : Nuits d'Afrique de Catherine Martin
- 1991 : Le roi du drum de Serge Giguère
- 1992 : Ceux qui ont le pas léger meurent sans laisser de traces de Bernard Émond
- 1993 : De ma fenêtre de Jean-Louis Frund
- 1993 : Je t'aime gros, gros, gros de Helen Doyle
- 1994 : L'âge de la performance de Carole Poliquin
- 1995 : 9, St-Augustin de Serge Giguère
- 1996 : Sans raison apparente de Jean Chabot